# Erocha dipsas
Erocha dipsas là một loài bướm đêm trong họ Noctuidae.